# Lunca (Baia de Criș), Hunedoara
Lunca este un sat în comuna Baia de Criș din județul Hunedoara, Transilvania, România.

## Lăcașuri de cult

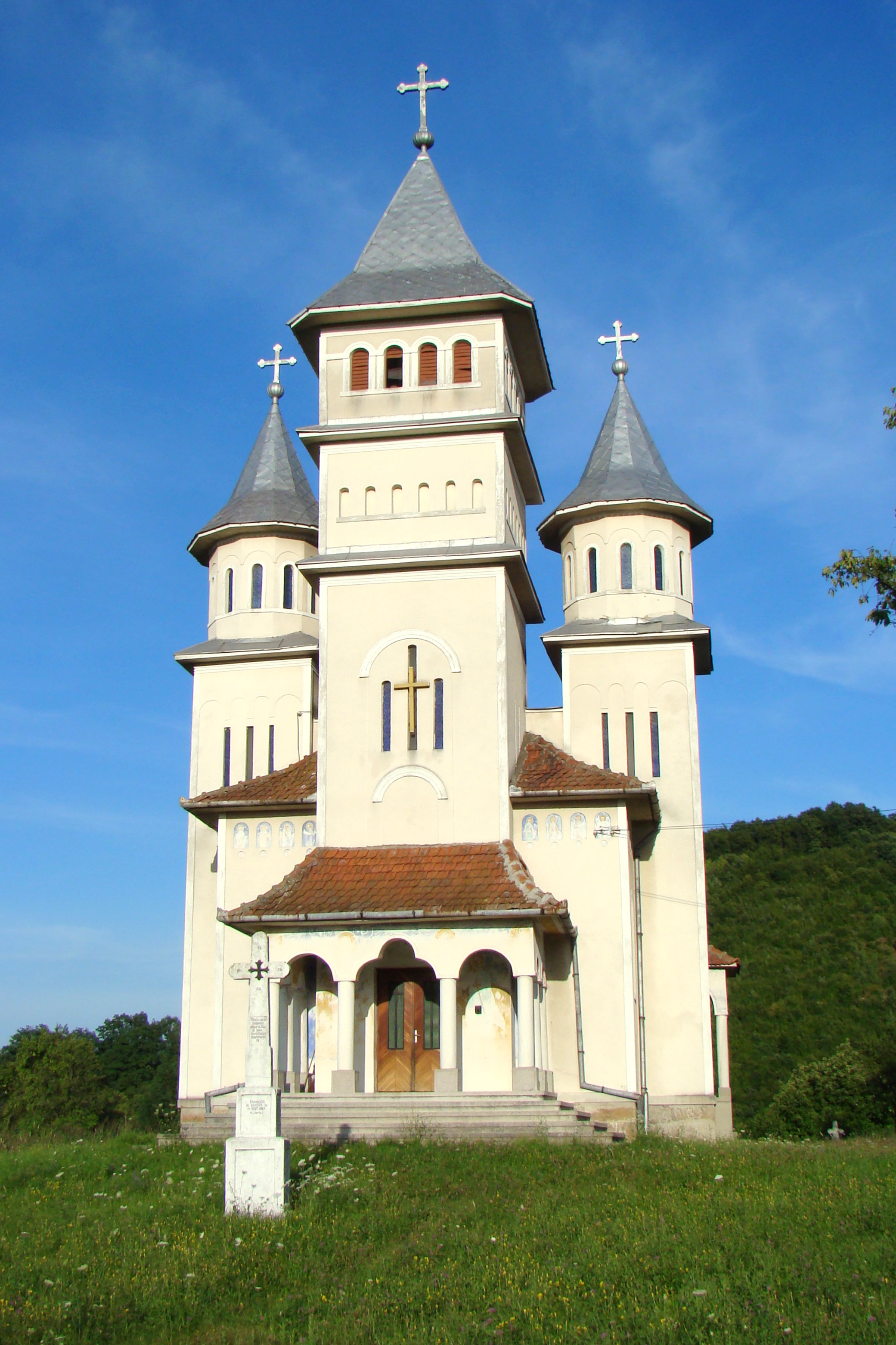
Biserica de zid „Adormirea Maicii Domnului”, foto: 2009.

Biserica nouă din satul Lunca Moților, cu hramul „Adormirea Maicii Domnului”, a fost construită între anii 1974-1975, în timpul păstoririi preotului Cantemir Pătru. Este un edificu de plan dreptunghiular, cu absida pentagonală, decroșată, prevăzut cu o clopotniță etajată, impunătoare, încadrată de două turnuri zvelte, cu terminații decagonale; cu excepția coifurilor acestora, învelite în tablă, la acoperișul propriu-zis s-a folosit țigla. Cele două intrări, de sud și de vest, sunt protejate prin pridvoare deschise de zid. Ansamblul iconografic interior a fost executat în anul 1985, în tehnica „frescă”, de pictorul Constantin Cantea; la exterior, sub cornișă, se regăsește o bogată suită aghiografică. 

## Referințe

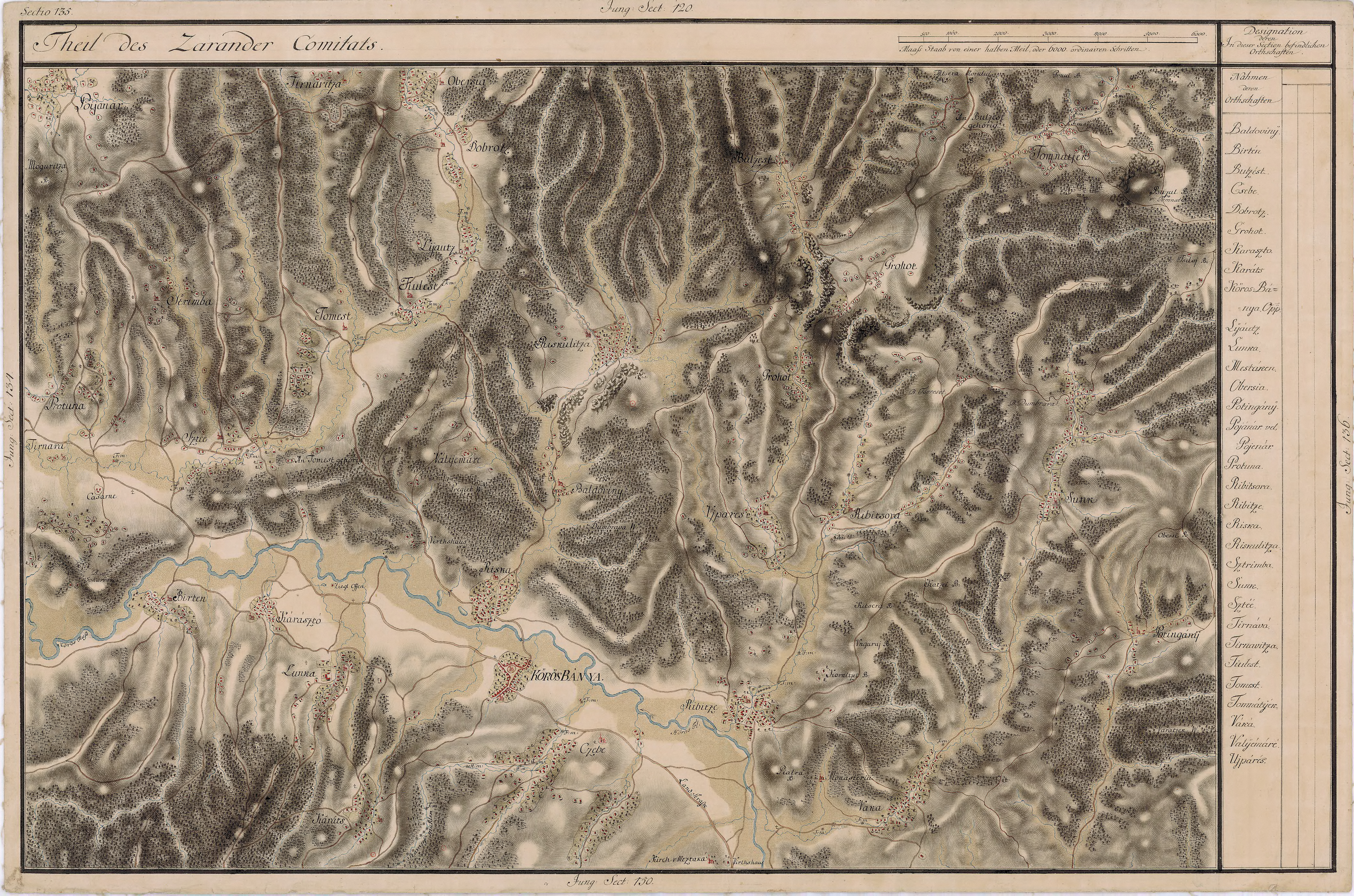
Lunca în Harta Iosefină a Transilvaniei, 1769-73

## Monumente istorice
- Biserica de lemn „Adormirea Maicii Domnului”